# Астика (риши)
Астика — в индуистской мифологии риши (мудрец), он был сыном Джараткару от богини змей Манасы — сестры великого царя змей Васуки и Шеши. Согласно Махабхарате, он спас жизнь Такшаке, царю змей, когда царь Джанамеджая организовал жертвоприношение змей, известное как Сарпа сатра, где он приносил в жертвы змей, чтобы отомстить за смерть своего отца Парикшита из-за укуса змеи Такшаки. Пришедший Астика убедил царя прекратить преследование этих существ. Этот день был Шукла Пакшей, Панчами и с тех пор отмечается как праздник Нагпанчами.